# Sistema universitario del Texas
Il sistema universitario del Texas comprende quindici centri educativi texani, di cui nove atenei e cinque istituzioni sanitarie; queste ultime vengono chiamate The University of Texas Health Science Center. Il sistema offre anche corsi online.
Attualmente gli studenti iscritti sono oltre 190.000. La sede principale è ad Austin, che ospita 50.000 studenti e più di 2.700 insegnanti. In essa sono presenti soprattutto facoltà legate alla tecnologia e all'informatica.

## Sedi

### Università
- Stephen F. Austin State University (fondata nel 1923, è entrato a far parte del sistema nel 2023)
- University of Texas at Arlington (fondata nel 1895)
- University of Texas at Austin (fondata nel 1883)
- University of Texas at Dallas (fondata nel 1969)
- University of Texas at El Paso (fondata nel 1914)
- University of Texas at San Antonio (fondata nel 1969)
- University of Texas at Tyler (fondata nel 1971)
- University of Texas of the Permian Basin (fondata nel 1973)
- University of Texas Rio Grande Valley (fondate nel 2013, ha iniziato le lezioni nel 2015)
  - Formata da una fusione tra l'University of Texas at Brownsville and Texas Southmost College (fondate rispettivamente nel 1973 e 1926, unificate nel 1991) e l'University of Texas–Pan American (fondata nel 1927)

### Istituzioni sanitarie

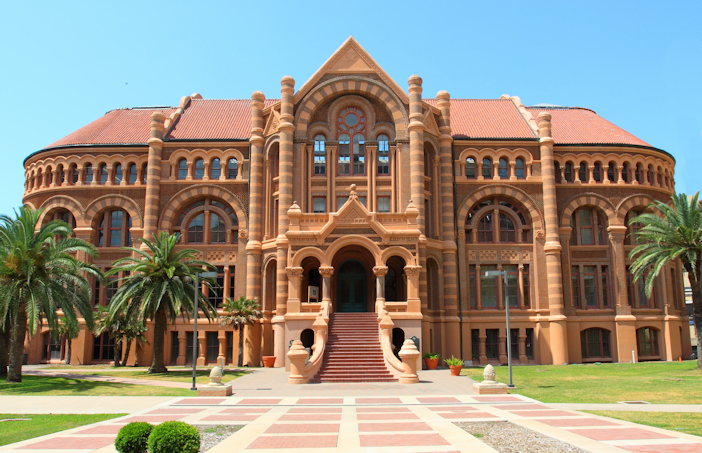
L'edificio della sede di Galveston, risalente al 1890

- University of Texas Health Science Center at Houston
- University of Texas Health Science Center at San Antonio
- The University of Texas M. D. Anderson Cancer Center (a Houston)
- University of Texas Medical Branch (a Galveston)
- University of Texas Southwestern Medical Center (include anche lo University of Texas Southwestern Medical School)

## Ex istituzioni
- l'University of Texas at Brownsville and Texas Southmost College – Fusa in UT Rio Grande Valley nel 2013, con istruzione a partire dal 2015
- l'University of Texas–Pan American – Fusa in UT Rio Grande Valley nel 2013, con istruzione a partire dal 2015
- University of Texas Health Science Center at Tyler – Fusa in UT Tyler nel 2021

## Galleria d'immagini

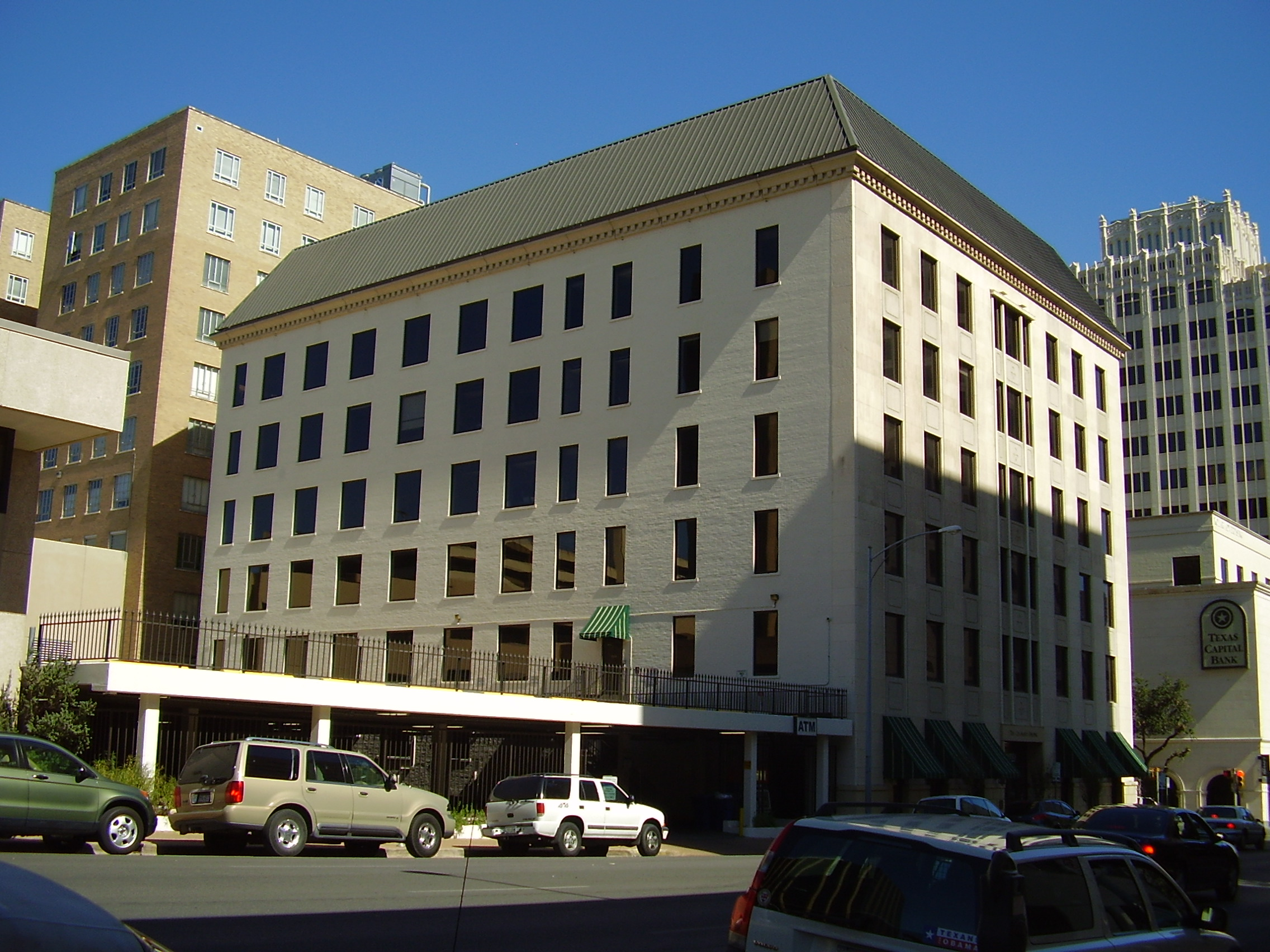
Il Colorado Building, un edificio amministrativo della sede di Austin
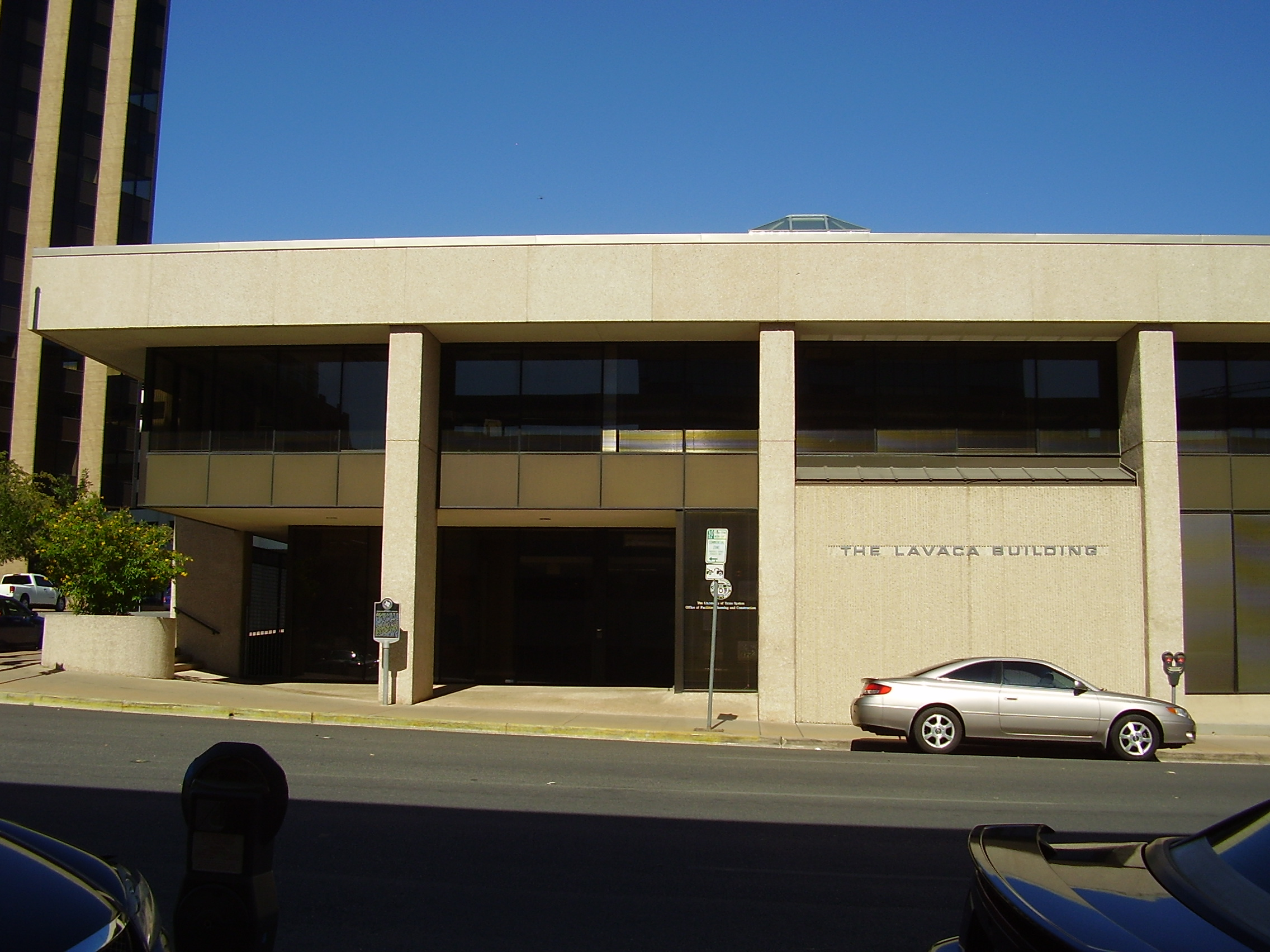
Il Lavaca Building, un edificio amministrativo della sede di Austin